# Miguel Arias de Ugarte
Miguel Arias de Ugarte (Santa Fe de Bogotá, 1565 - Aymaraes, 1635) fue un militar y funcionario criollo neogranadino. Sucesivamente fue gobernador de Huancavelica (1607-1609), corregidor de Ibarra en Quito, alcalde ordinario de Bogotá (1619-1620) y corregidor de Aymaraes (1633-1635).

## Biografía
Hijo de Fernando Arias Torero, encomendero de Santa Fe de Bogotá, y de Juana Pérez de Ugarte. Hermano de Fernando Arias de Ugarte, que fue arzobispo de Bogotá y de Lima.
Se trasladó a la ciudad de Lima, entonces capital del Virreinato del Perú. En 1607, la Real Audiencia de Lima lo nombró gobernador de Huancavelica, cargo que anteriormente había ocupado su hermano. Bajo su administración, prosperó la explotación de las minas de mercurio, al disponer de 600 mil pesos para las obras de mejora del sistema de producción.
En 1609, el virrey del Perú marqués de Montesclaros lo nombró corregidor y justicia mayor de la villa de San Miguel de Ibarra y partido de Otavalo, en Quito, donde impuso algunas reducciones de indígenas. Junto al padre mercedario Pedro Romero, fue comisionado por el virrey para abrir un camino más corto de Quito hacia la costa. Encabezó una expedición de 30 soldados que, siguiendo el curso del río Santiago, llegó hasta un punto de la costa llamado Ancón de las Sardinas, donde decidió fundar un poblado llamado San Ignacio de Montesclaros (1611). Pero la hostilidad de los indios malabas, que mataron a tres de sus soldados, le obligó a regresar a Quito, contando con la ayuda de los zambos que habitaban en la región costera. La expedición resultó así un fracaso, en el que se gastaron 10 000 pesos.
En 1615, la audiencia gobernadora le ordenó que, como capitán de montañeses, colaborara en la defensa del puerto de Guayaquil, amenazado por la escuadra del corsario holandés Joris van Spilbergen. Cumplida su misión, regresó a Bogotá, donde en 1619 fue elegido alcalde ordinario.
En 1633, el virrey conde de Chinchón lo nombró corregidor de Aymaraes, cerca del Cuzco. Ejerciendo dicha función, murió dos años después.
Casado con Andrea Ruiz de Sotomayor, hija del capitán Francisco Ruiz y de María de Sotomayor, fue padre de Fernando Arias de Ugarte, quien, por voluntad del virrey, a la muerte de su padre se hizo cargo del corregimiento de Aymaraes.